# وینرایت (آلاباما)
وینرایت (به انگلیسی: Wainwright) یک منطقهٔ مسکونی در ایالات متحده آمریکا است که در شهرستان مونرو، آلاباما واقع شده‌است. وینرایت ۶۴٫۰۱ متر بالاتر از سطح دریا واقع شده‌است.